# Carcharhinus cerdale
El tiburón cola blanca del Pacífico, Carcharhinus cerdale, es una especie de tiburón de la familia Carcharhinidae. Fue descrito en 1898, pero luego se fusionó por error con Carcharhinus porosus. El error fue corregido en 2011.
Es relativamente pequeño con piel de color marrón claro y se puede encontrar en el océano Pacífico. No se sabe mucho acerca de esta especie; no se han registrado ataques de este animal a los humanos. Se parece al tiburón cobrizo (Carcharhinus brachyurus) y al tiburón tigre de arena (Carcharias taurus), sin embargo, es mucho más pequeño que ambos. También tiene un cuerpo pequeño y delgado, y cinco branquias delante de sus aletas pectorales.

## Alimentación
El tiburón cola pequeña del Pacífico se alimenta de rayas, peces y pequeños invertebrados. Algunos adultos incluso se alimentan de las crías de otros tiburones.